# Мекс (мыза)
Мекс (нем. Meks, мы́за Ра́вила, эст. Ravila mõis) — рыцарская мыза в волости Козе уезда Харьюмаа, Эстония. Находится на территории посёлка Равила. Согласно историческому административному делению мыза относилась к приходу Козе. В годы Российской империи находилась на территории Эстляндской губернии и относилась к приходу Кош.

## История мызы
Мыза была впервые упомянута в 1469 году. С XVI столетия мыза принадлежала дворянскому семейству фон Розен; в 1592 году она отошла во владение Иоганна фон Икскюля (Johann von Uexküll) и принадлежала семейству Икскюлей до Северной войны. В XVIII столетии мыза сначала принадлежала семье Детлофф (Detloff), в 1768 году её приобрёл Карл фон Мантейфель (Karl von Manteuffel). С 1849 года мыза находилась во владении дворянского семейства Коцебу.
На военно-топографических картах Российской империи (1846–1863 годы), в состав которой входила Эстляндская губерния, мыза обозначена как Мексъ.
Последней владелицей мызы до её отчуждения в 1919 году была Александрина Пиллар фон Пильхау (Alexandrine Pilar von Pilchau, урождённая Коцебу). 

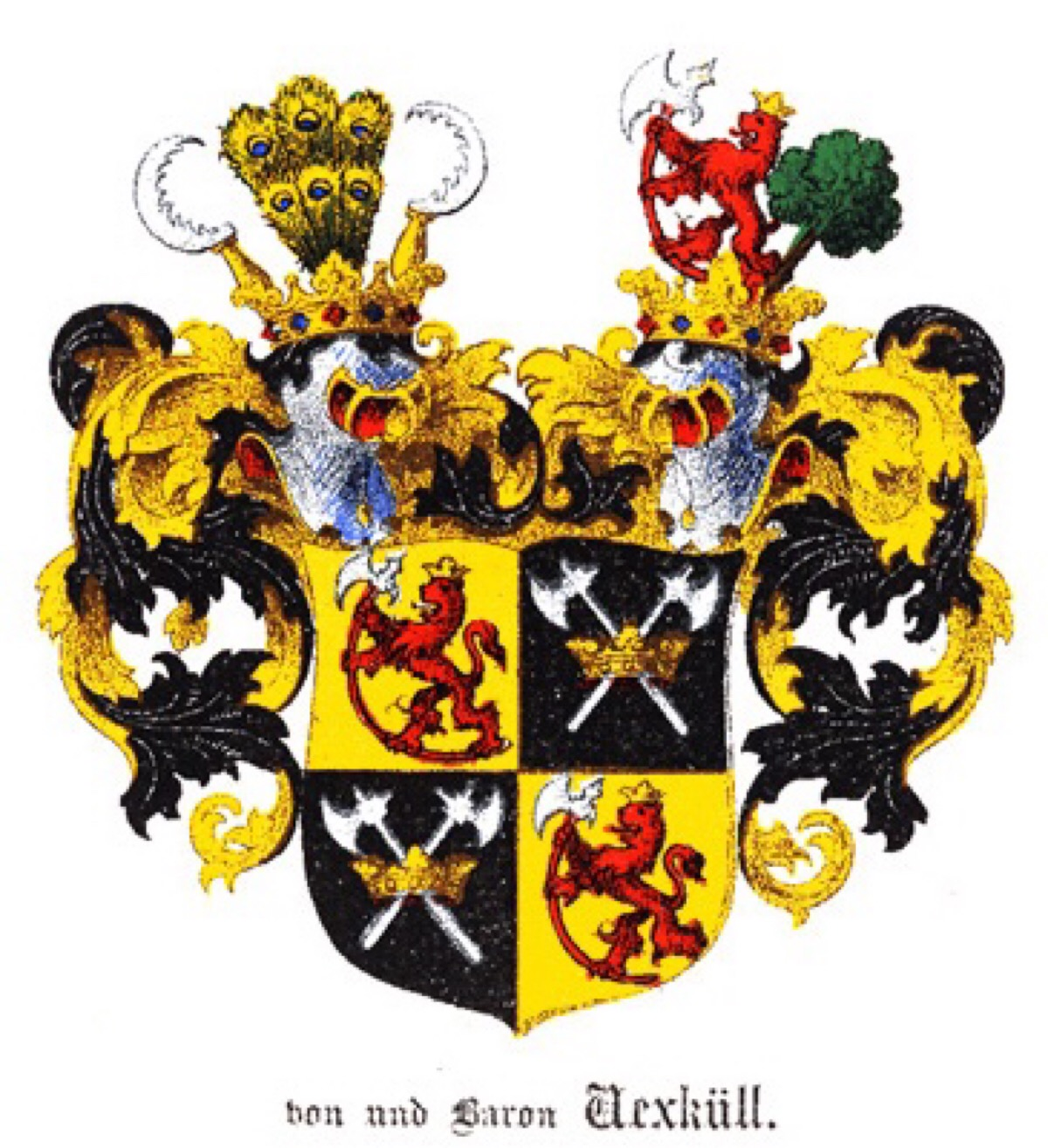
Герб фон Икскюлей
Герб рода фон Мантейфель
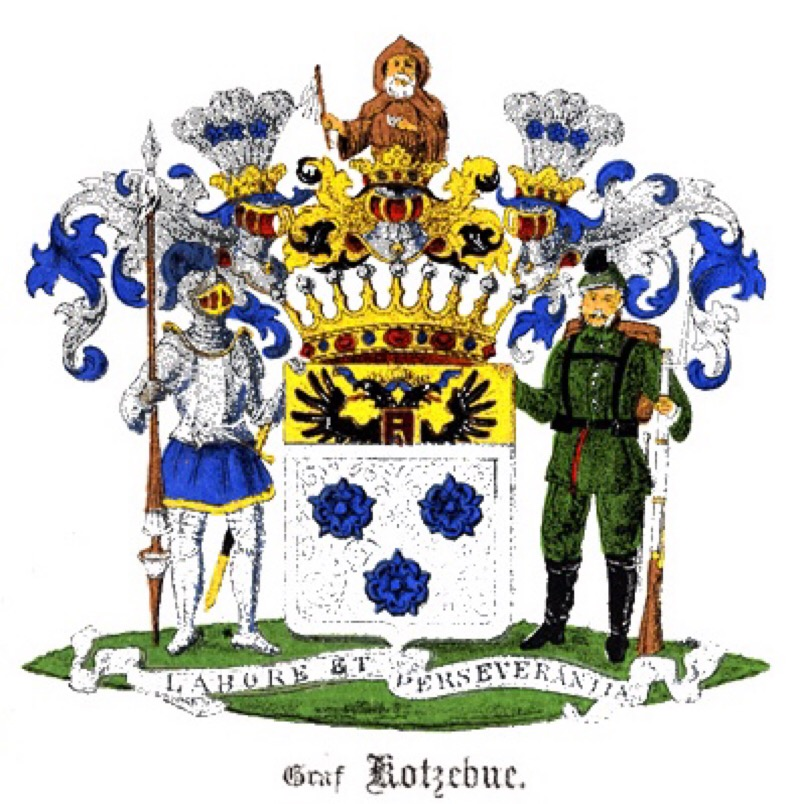
Герб рода Коцебу
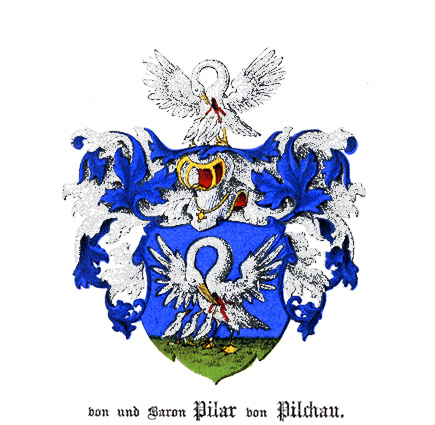
Герб рода Пиллар фон Пильхау

С 1950-х годов до лета 2013 года в главном здании (господском доме) мызы работал дом по уходу для людей с особыми потребностями (эст. Ravila Hooldekodu). В 1965 году для его нужд к правому крылу здания была сделана трёхэтажная пристройка. В 2013 году господский дом отошёл в частную собственность.

## Главное здание
Главное здание мызы, возведённое в 1770-х годах семейством Мантейфель, было одним из старейших усадебных строений в уезде Харьюмаа.
Это было одноэтажное главное здание в стиле барокко с вальмовой крышей. Здание имело высокий цоколь, поверхность его стен украшали лизены. В центральной части как с переднего, так и с заднего фасада были пристройки шириной в три окна с высокими треугольными фронтонами. С задней стороны находилась величественная закруглённая лестница из гранитных блоков с красивой кружевной верандой. Позже с правой стороны здания была добавлена длинная пристройка, которая повторяла стиль изначальной части. За главным зданием был разбит большой парк, простиравшийся до протекающей в нескольких сотнях метров к югу реки Пирита.
Во время крестьянских волнений 1905 года здание было сожжено. Его восстановили примерно к 1910 году в изменённом виде и сделали полностью двухэтажным. В ходе восстановительных работ первоначальный  стиль барокко был заменён на историзм и необарокко; длинное крыло дома снесли. Сохранился только его правый конец, из которого сделали маленькое отдельно стоящее здание, сохранившееся до настоящего времени.
Сейчас главное здание представляет из себя двухэтажный дом с большими окнами, цокольным этажом и двускатной крышей. Как с переднего, так и с заднего фасада его по-прежнему украшают необычные центральные ризалиты с треугольными фронтонами, высота которых больше высоты основного корпуса. Профилированный деревянный карниз сильно выступает. Окна оформлены плоскими и довольно широкими бордюрами. Окна ризалитов в верхней части слегка закруглены. Тимпаны имеют круглые окна. Фасад дома симметричный; на переднем фасаде — балкон, который по краям закрыт стеклянными окнами. Крышу балкона поддерживают деревянные колонны. Веранда на заднем фасаде после пожара в 1905 году не восстановлена.

## Мызный комплекс
Сохранилось несколько вспомогательных зданий мызного комплекса. На перекрёстке дороги, ведущей в Палвере, находится большой каменный хлев в стиле историзма. Его крылья чередуются с красивыми дугообразными порталами; фасады имеют арочные окна, часть из которых оформлена как парные окна.
Больша́я часть вспомогательных мызных зданий находится у дороги, ведущей к шоссе Таллин—Тарту: дом управляющего, водочная фабрика, конюшня, амбар и маслодельня. Трёхэтажное здание маслодельни из красного кирпича после пожара в 1970-х годах находится в развалинах, в 2004 году часть его фасада обвалилась.
Следующие объекты мызного комплекса внесены в Государственный регистр памятников культуры Эстонии:
- главное здание (при инспектировании 7.10.2017 находилось в удовлетворительном состоянии)[5];
- парк (при инспектировании 17.05.2017 находился в удовлетворительном состоянии)[6];
- хлев (при инспектировании 16.06.2018 находился в удовлетворительном состоянии)[7];
- дом управляющего (при инспектировании 6.10.2017 находился в плохом состоянии)[8];
- дом для работников (при инспектировании 6.10.2017 находился в плохом состоянии)[9];
- маслодельня (при инспектировании 6.10.2017 находилась в аварийном состоянии)[10];
- водочная фабрика (при инспектировании 6.10.2017 находилась в удовлетворительном состоянии)[11];
- откормочный хлев для быков (при инспектировании 6.10.2017 находился в плохом состоянии)[12];
- теплица (при инспектировании 4.12.2018 находилась на реставрации)[13].

## Фотографии
- Аэрофото мызы Равила (1932 год), Национальный архив Эстонии
- Фотографии главного здания мызы Равила на сайте Государственного регистра памятников культуры Эстонии

## Галерея

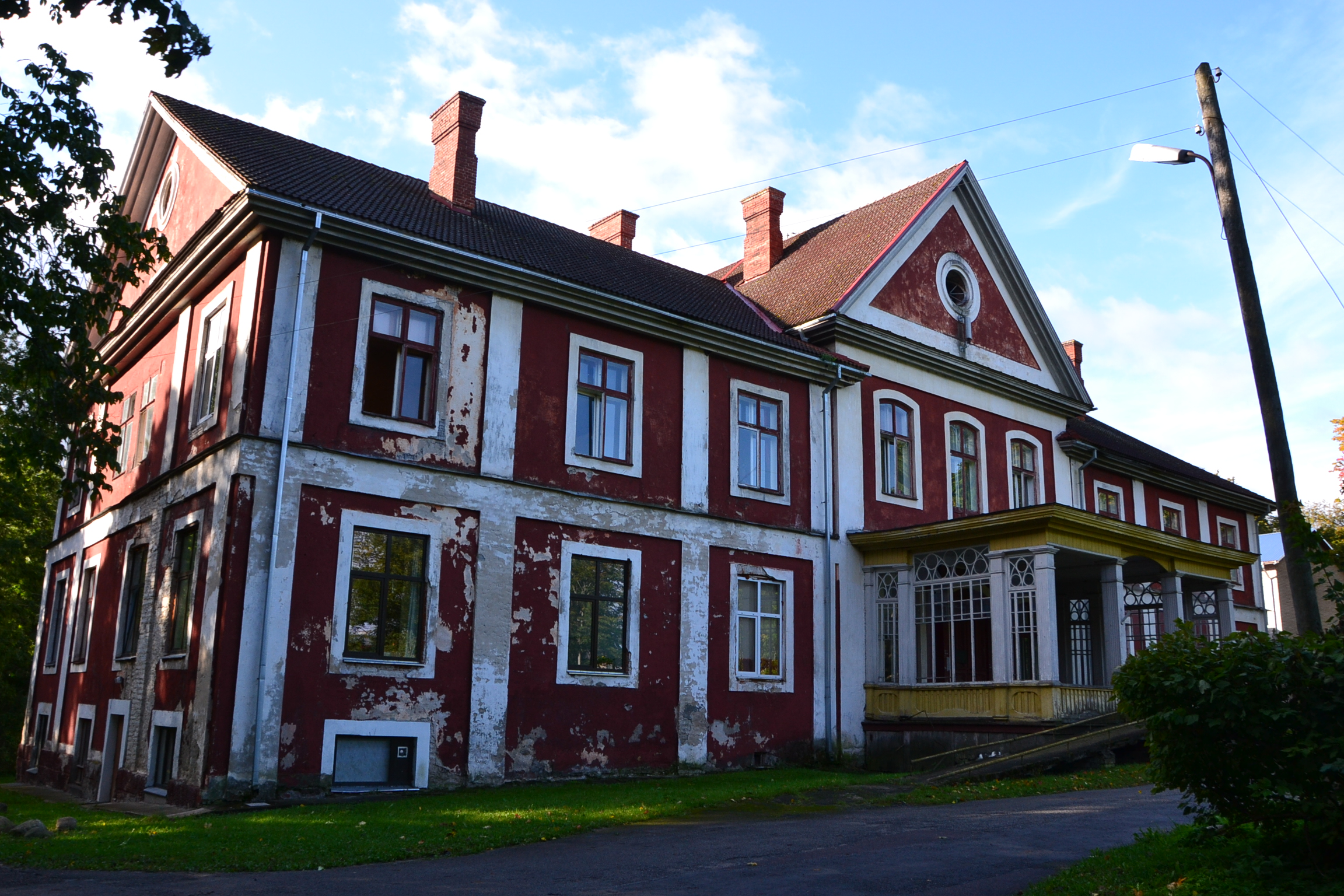
Передний фасад главного здания
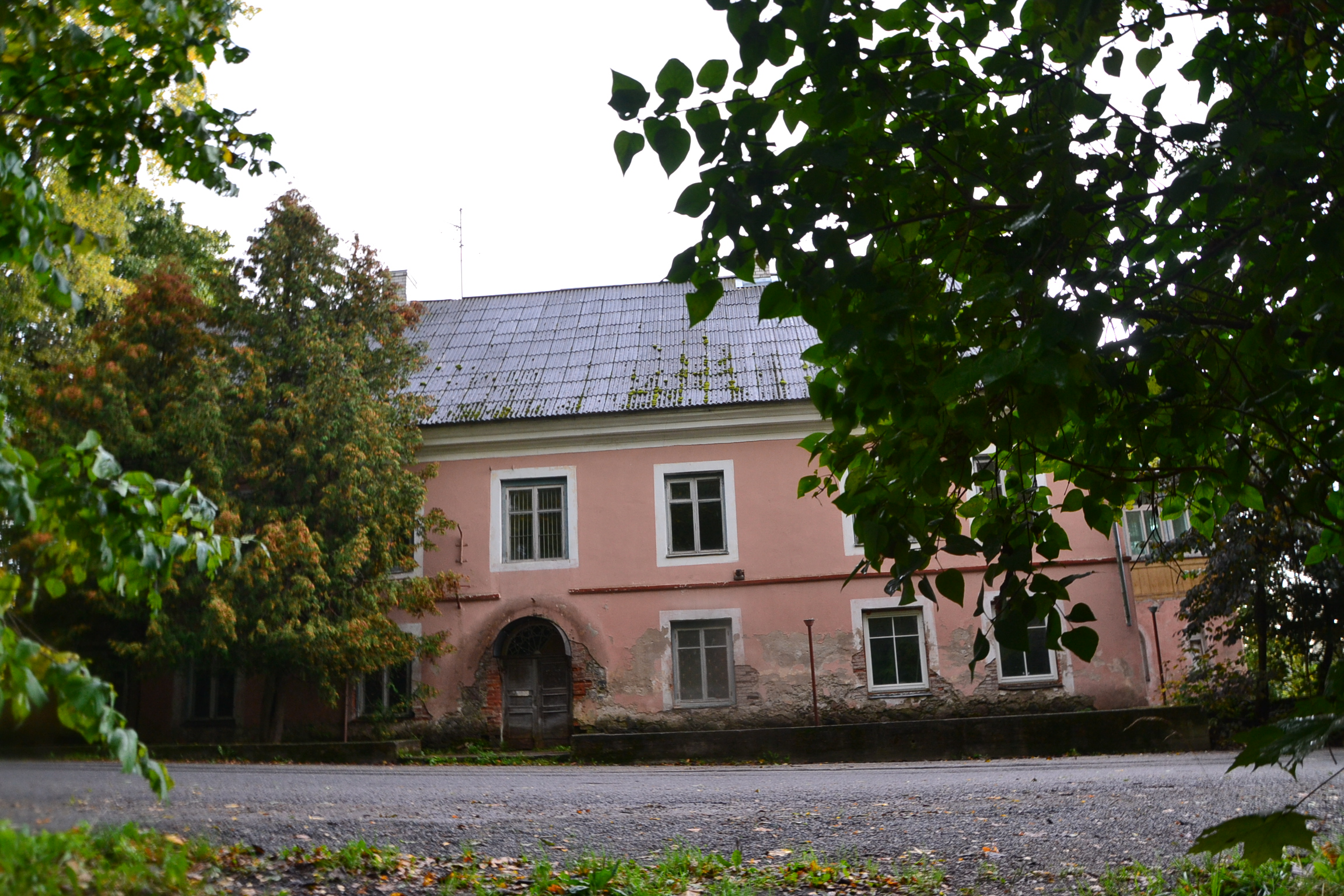
Дом управляющего
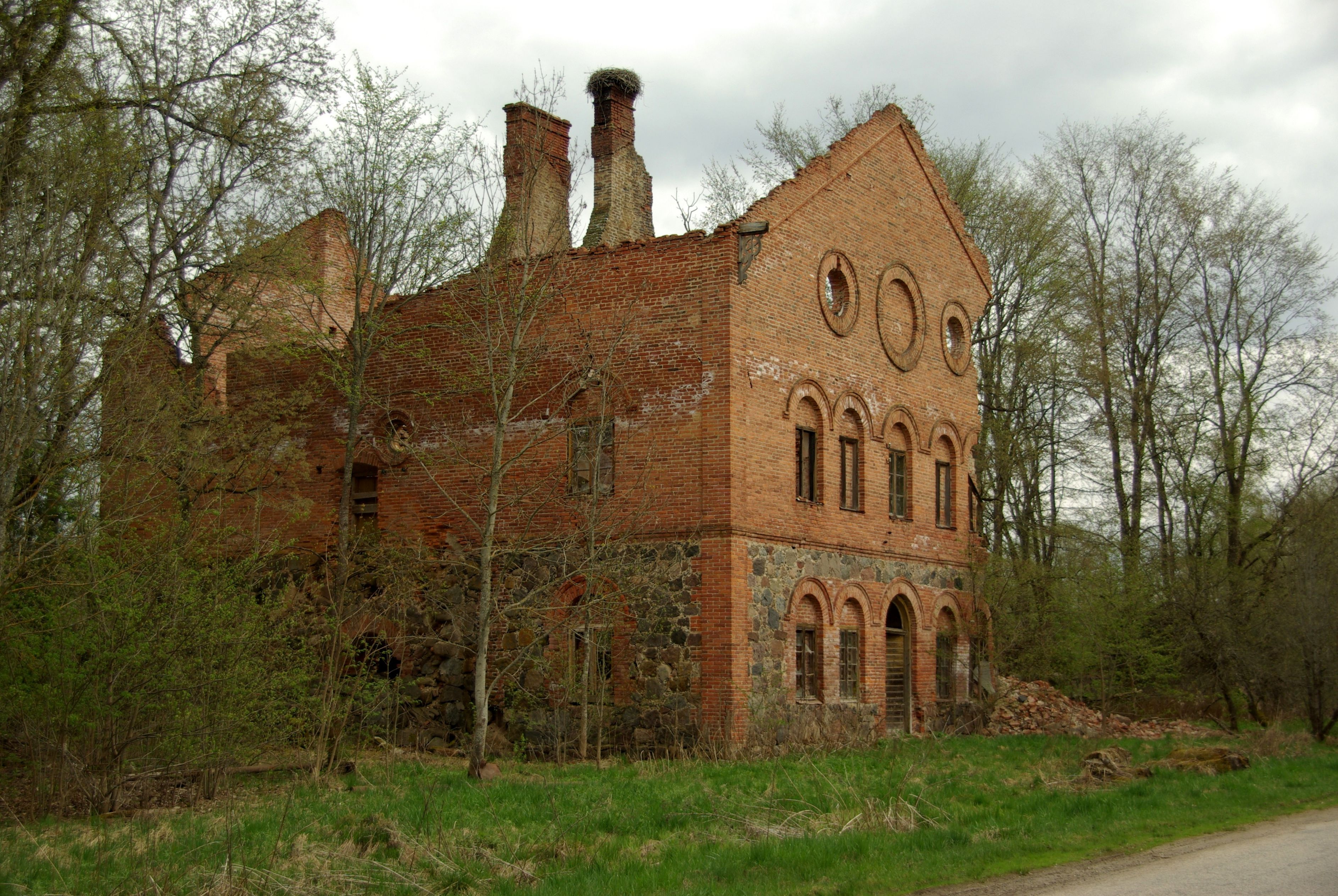
Развалины маслодельни в 2008 году
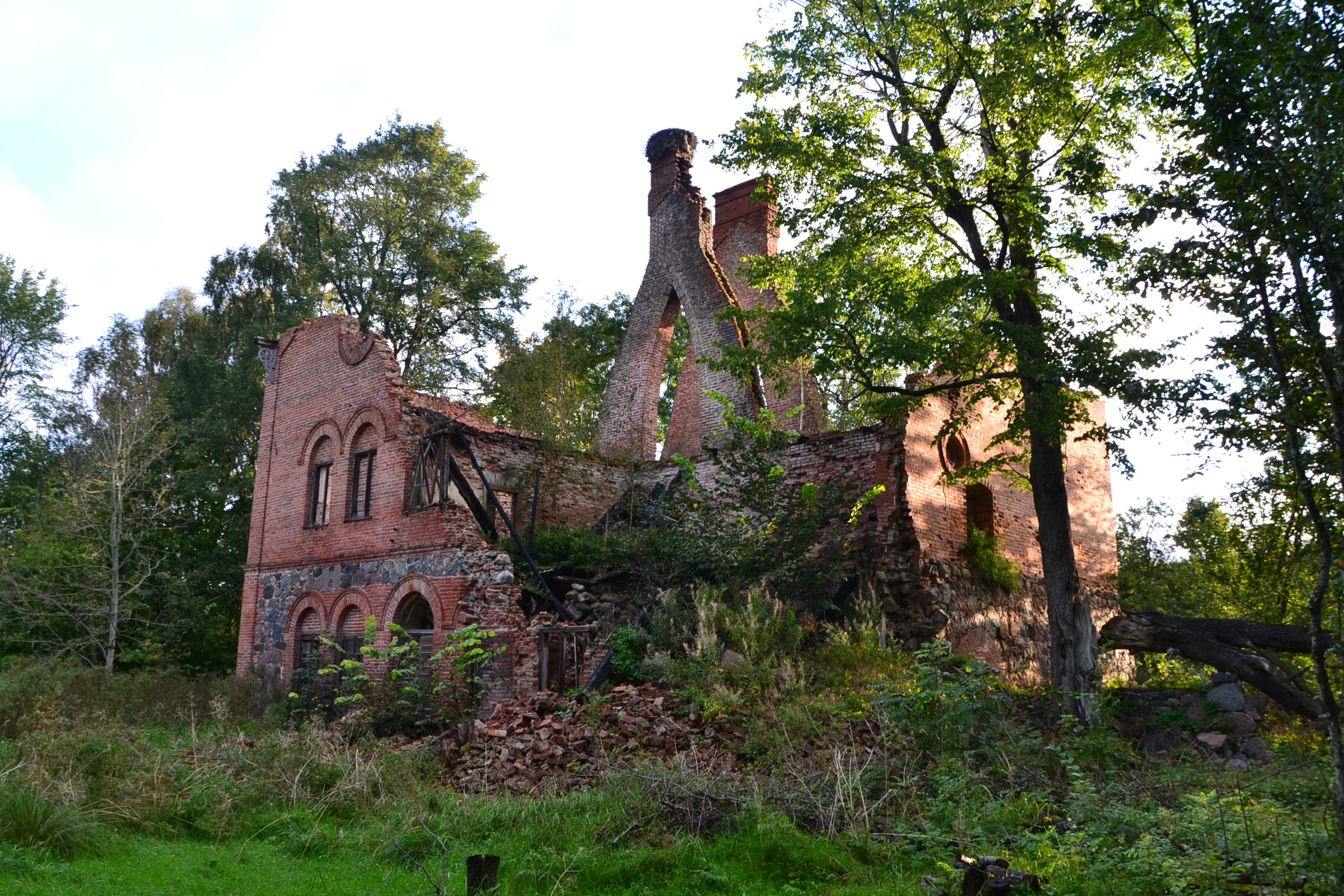
Развалины маслодельни в 2011 году
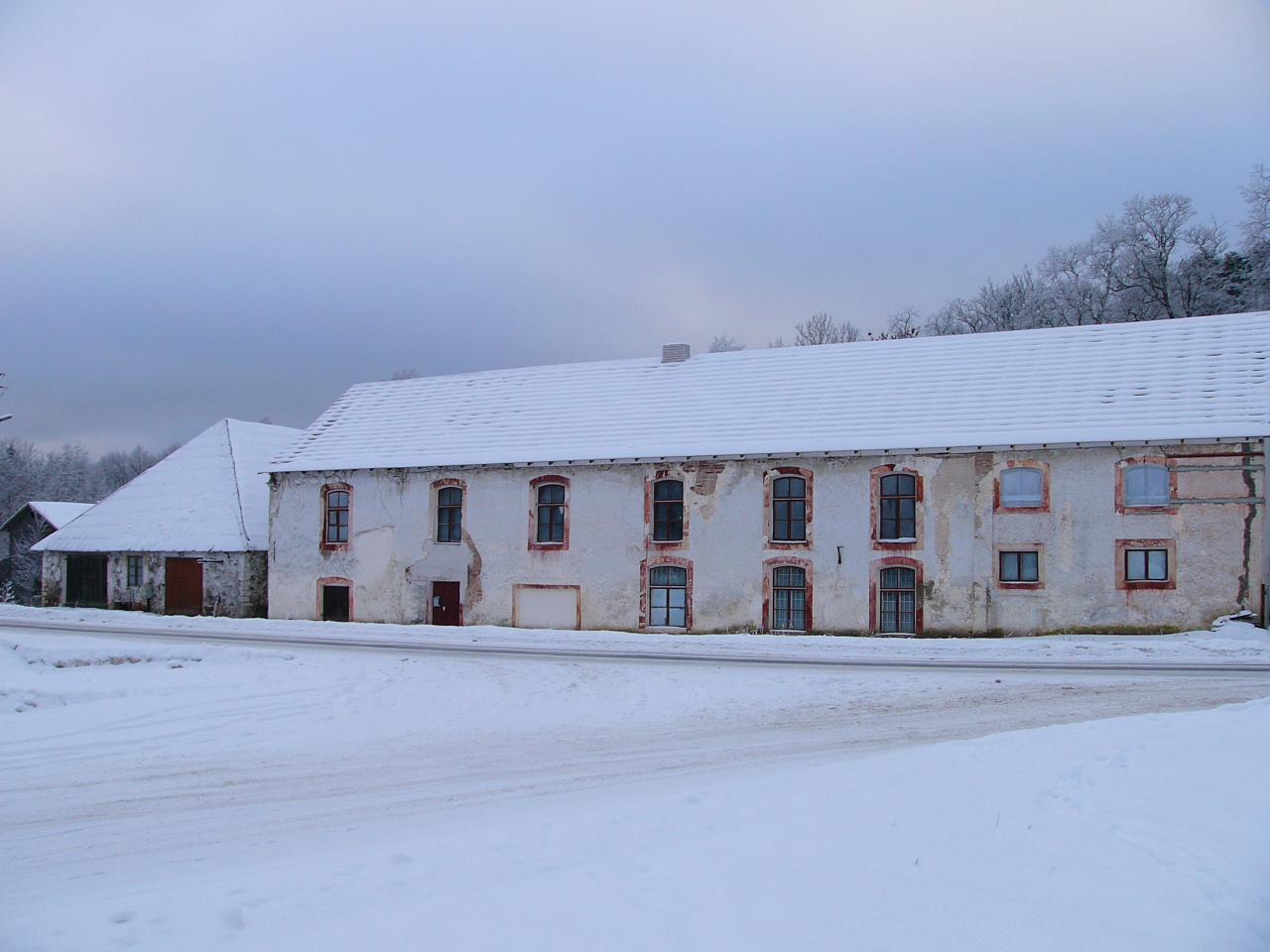
Водочная фабрика
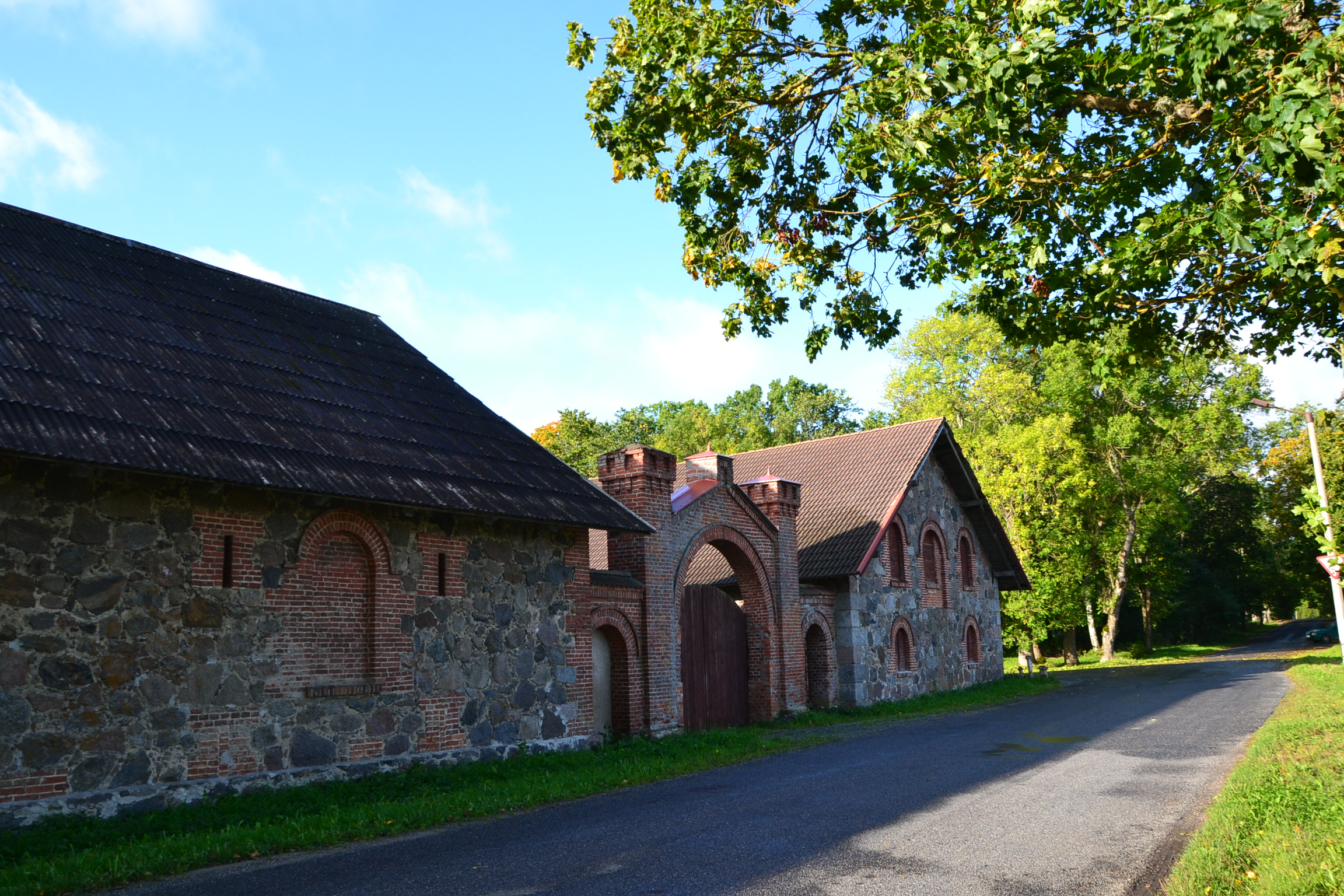
Хлев
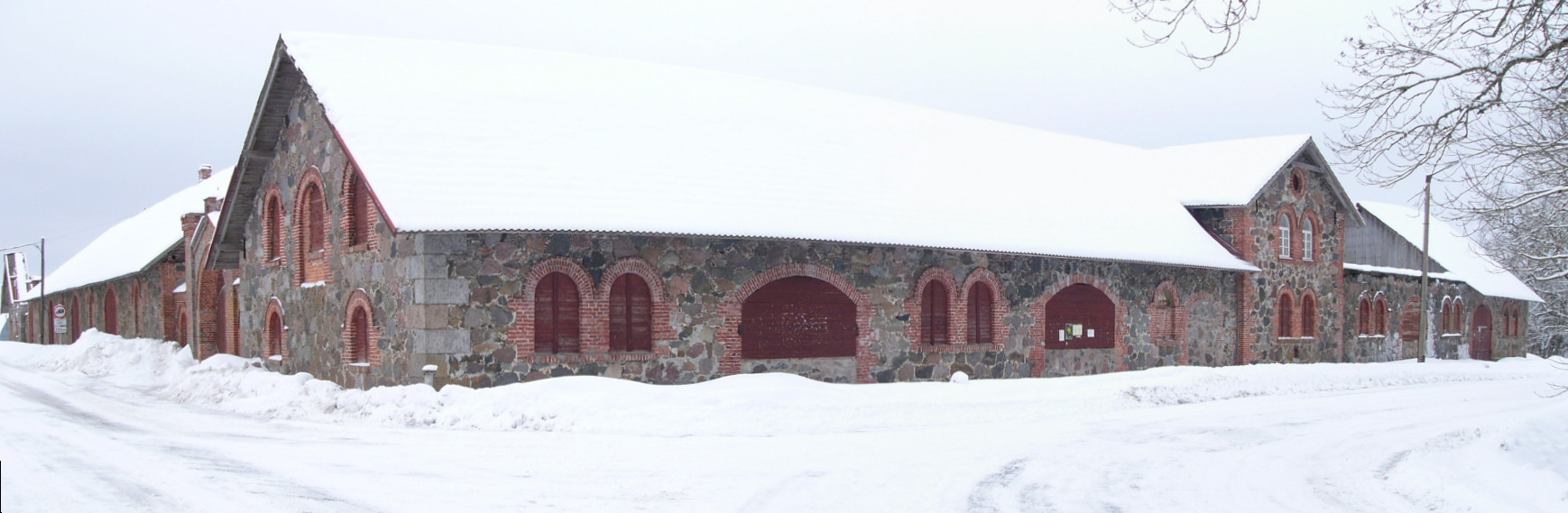
Хлев зимой
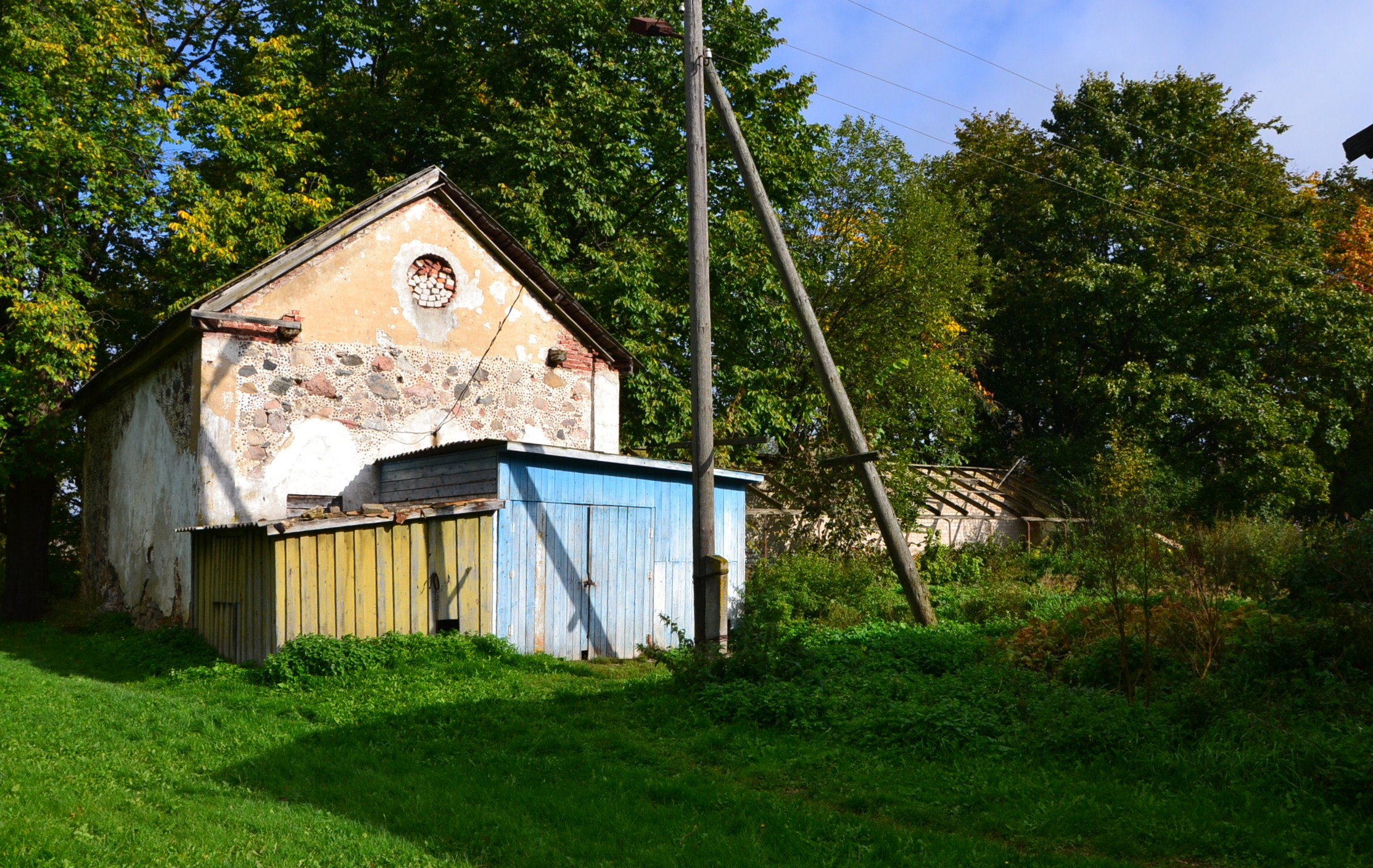
Дом садовника и теплица